# Aegus chelifer
Aegus chelifer es una especie de coleóptero de la familia Lucanidae. La especie fue descrita científicamente por William Sharp Macleay en 1819.

## Subespecies
- Aegus chelifer chelifer W.S. MacLeay, 1819

= Aegus chelifer specularis Jakowlew, 1900
- Aegus chelifer crassodontus Bomans, 1992
- Aegus chelifer kandiensis Hope y Westwood, 1845
- Aegus chelifer nitidus Boileu, 1899
- Aegus chelifer roepstorffi Waterhouse, 1890

= Aegus chelifer andamanus Deyrolle
- Aegus chelifer tonkinensis Kriesche, 1920

## Distribución geográfica
Habita en el Sudeste asiático. Aegus chelifer chelifer en Australasia, India, Shan, Tailandia y  Vietnam; Aegus chelifer crassodontus en Tailandia; Aegus chelifer kandiensis en Sri Lanka; Aegus chelifer nitidus en Borneo, Sumatra y la península de Malaca; Aegus chelifer roepstorffi en la islas Andamán y Aegus chelifer tonkinensis en Vietnam.